# Broken Bow (Nebraska)
Broken Bow ist eine Stadt und der County Seat des Custer County im US-Bundesstaat Nebraska.

## Geschichte
Broken Bow (dt. etwa: zerbrochener Bogen) erhielt seinen Namen von Siedlern, die 1879 an der Stelle des heutigen Ortes siedelten. Während sie nach einem Namen für ihre Postfiliale suchten, fanden sie einen zerbrochenen Bogen von Pawnee Indianern. Der Name wurde 1880 schließlich anerkannt und die Post eröffnet. 1882 wurde die Stadt durch James P. Gandy geplant und bebaut. Die Zeitung „Custer County Republican“ erschien noch im Juni desselben Jahres. Offiziell eingetragen wurde die Stadt 1884 mit 1600 Einwohnern. Die Burlington & Missouri River Railroad erreichte Broken Bow im August des Jahres 1886 und schon 1894 hatte die Stadt drei Mühlen, drei Banken, eine Tages- und drei Wochenzeitungen, fünf Hotels, sieben Kirchen und die South Ward Grade School. Die ersten gepflasterten Gehsteige entstanden 1910.

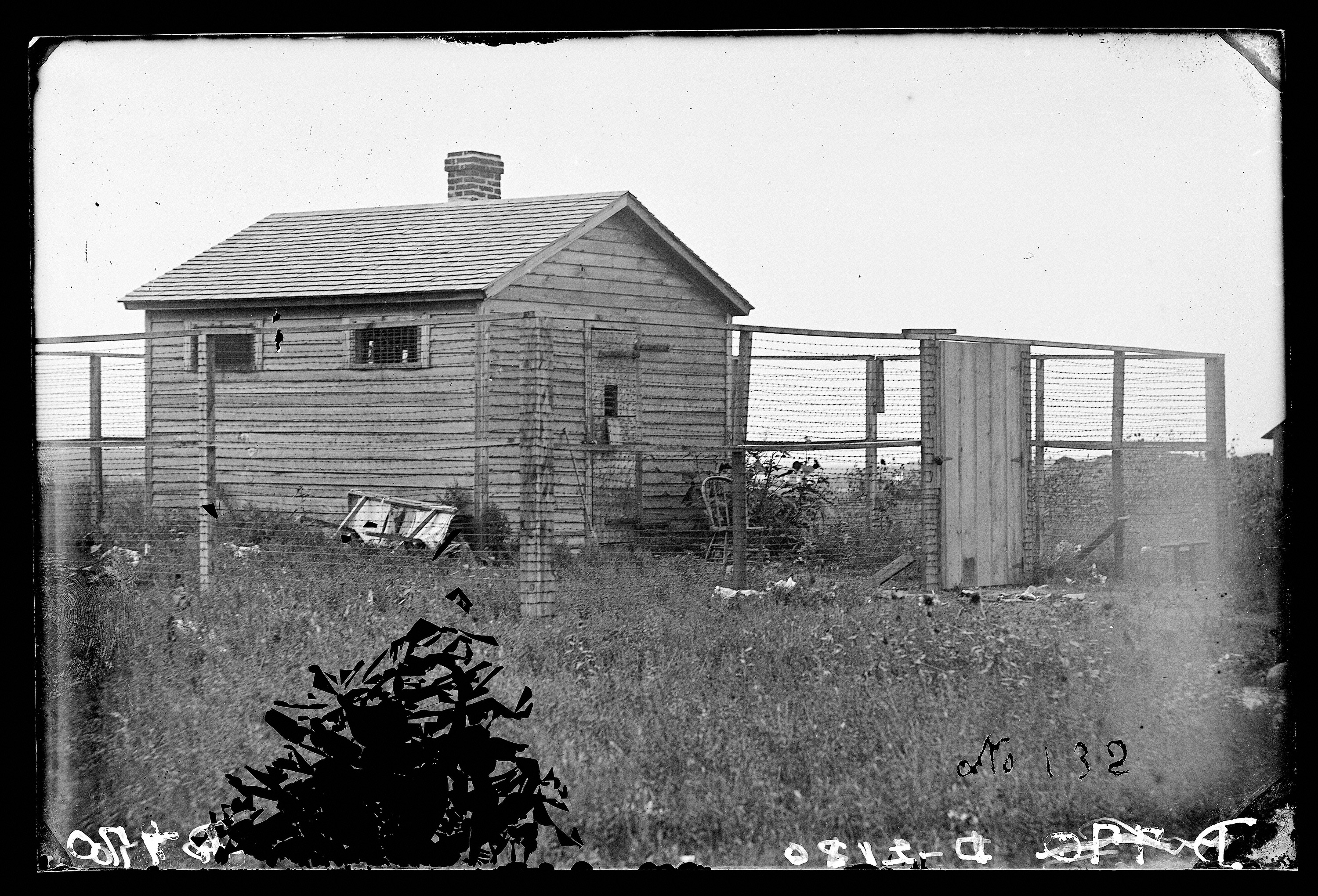
Erstes Gefängnis, 1886
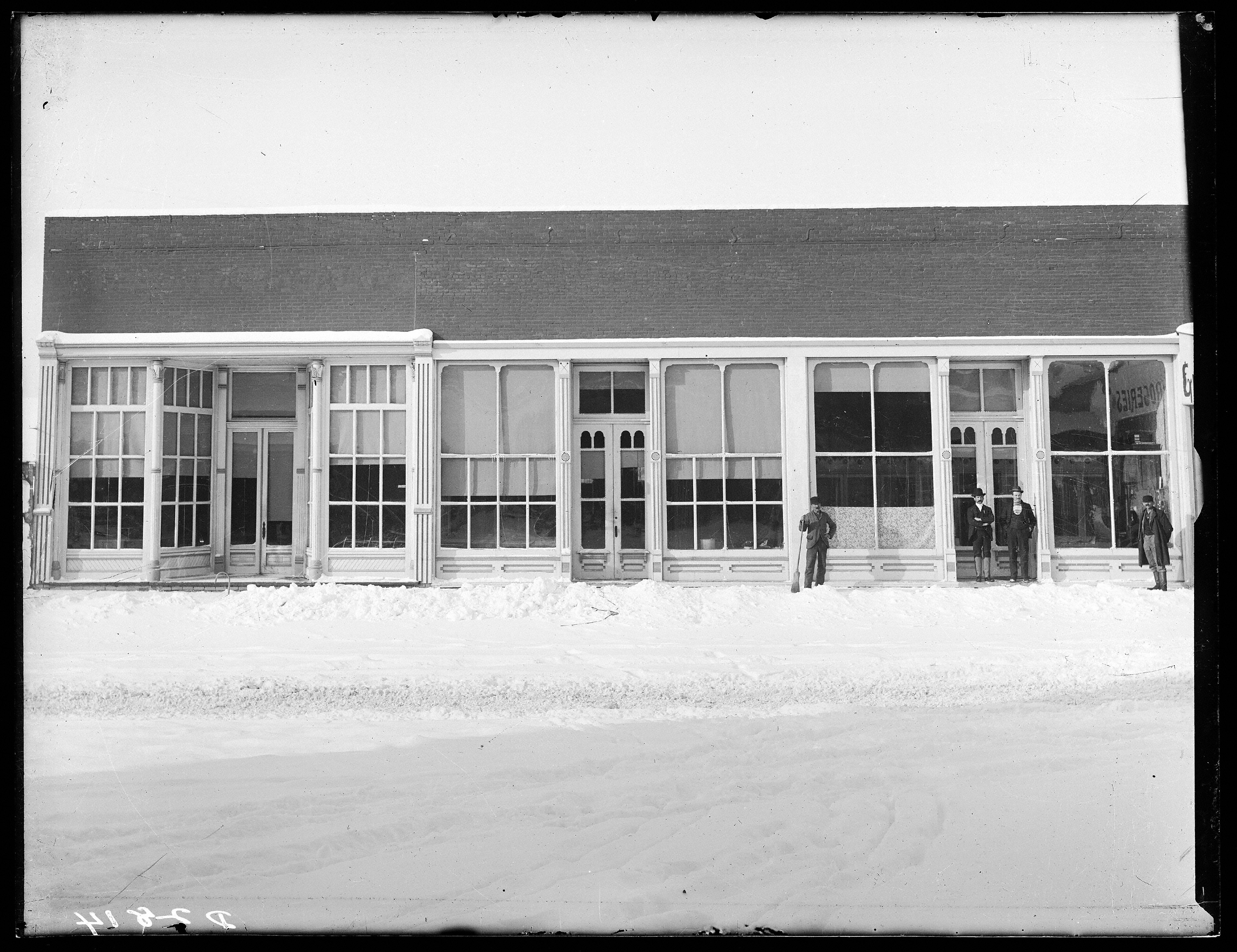
College, 1890
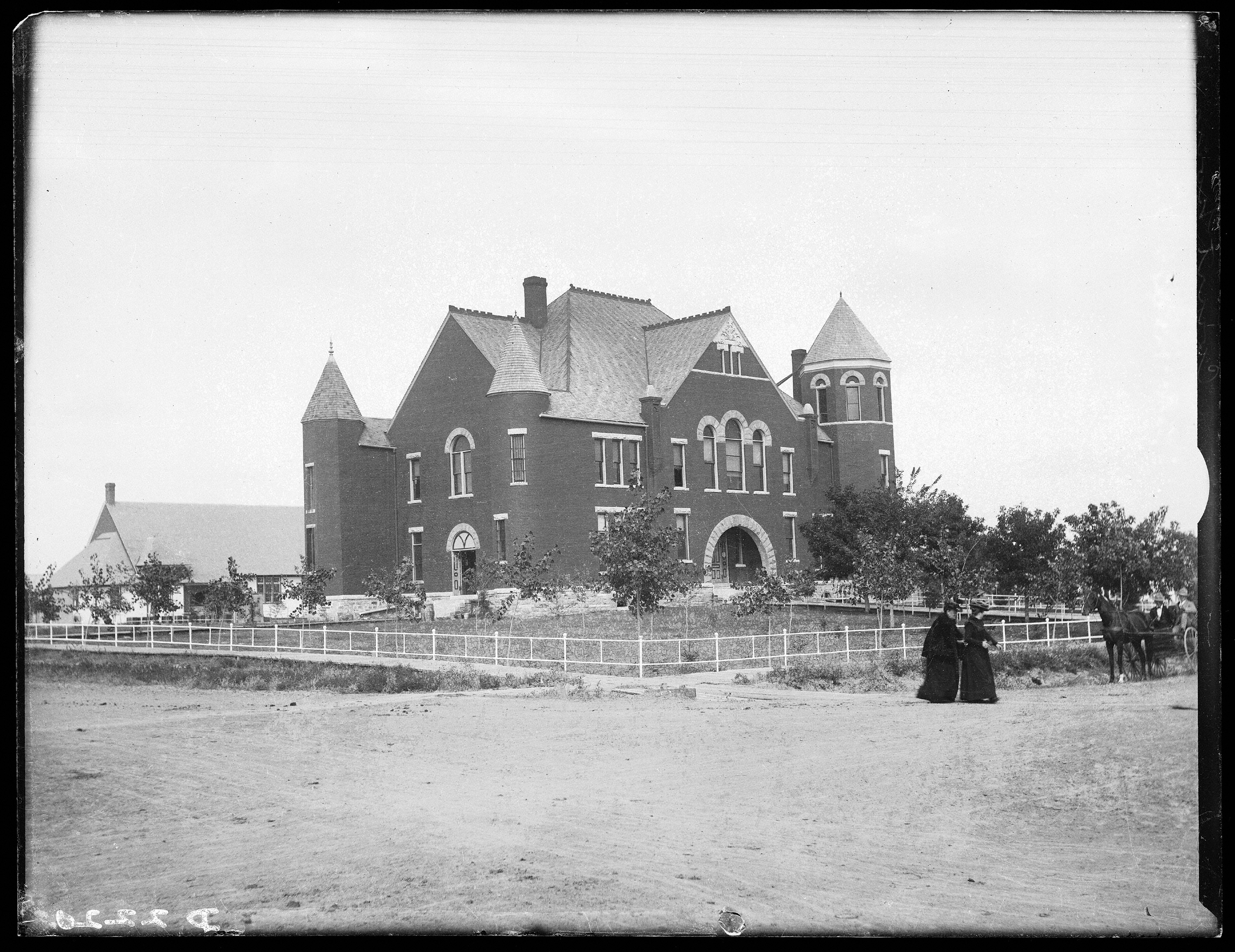
Gerichtsgebäude, um 1900
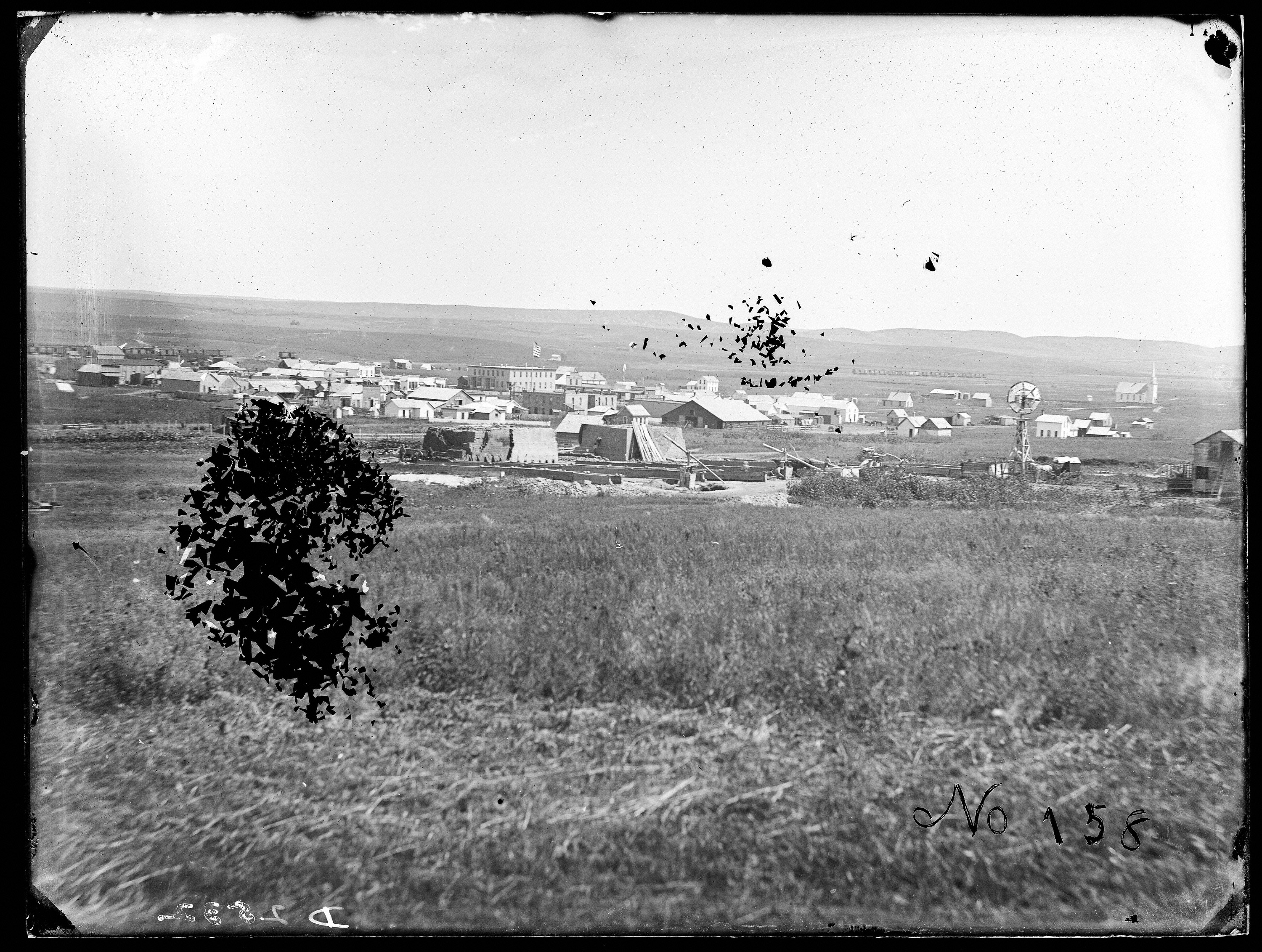
Stadtansicht, um 1904

## Geographie
Broken Bow liegt im Zentrum Nebraskas an den State Highways 2, 21, 70 und 92.

## Demographie
Laut United States Census 2000 hat Broken Bow 3491 Einwohner, davon 1598 Männer und 1893 Frauen.

## Söhne und Töchter der Stadt
- Earl Cooper (1886–1965), Automobilrennfahrer